# Refuge faunique national Aransas
Le refuge faunique national Aransas (anglais : Aransas National Wildlife Refuge est un National Wildlife Refuge du Texas. Il a été créé en particulier pour protéger l'hivernage de la rarissime Grue blanche.

## Histoire
Le 31 décembre 1937, le président Franklin D. Roosevelt créa le 31 décembre 1937, par décret exécutif, le refuge faunique national d'Aransas sous le nom de refuge d'oiseaux migrateurs de la rivière Aransas, en tant que refuge et lieu de reproduction pour les oiseaux migrateurs et autres animaux sauvages. Roosevelt a publié une proclamation en 1940 en changeant le nom en Aransas National Wildlife Refuge.

## Oiseaux et faune
Parmi les oiseaux nicheurs se rencontrent la Grande Aigrette, l'Aigrette neigeuse, l'Aigrette tricolore, le Héron garde-bœufs, le Héron vert, l'Ibis blanc, la Spatule rosée... La grue blanche, menacée, a vu sa population  considérablement reconstituée depuis les années 1940.

Parmi les autres espèces fauniques, citons les alligators américains, les pécaris à collier, les serpents et les lynx roux, qui habitent les prairies du refuge, les bosquets de chênes, les étangs d'eau douce et les marais.

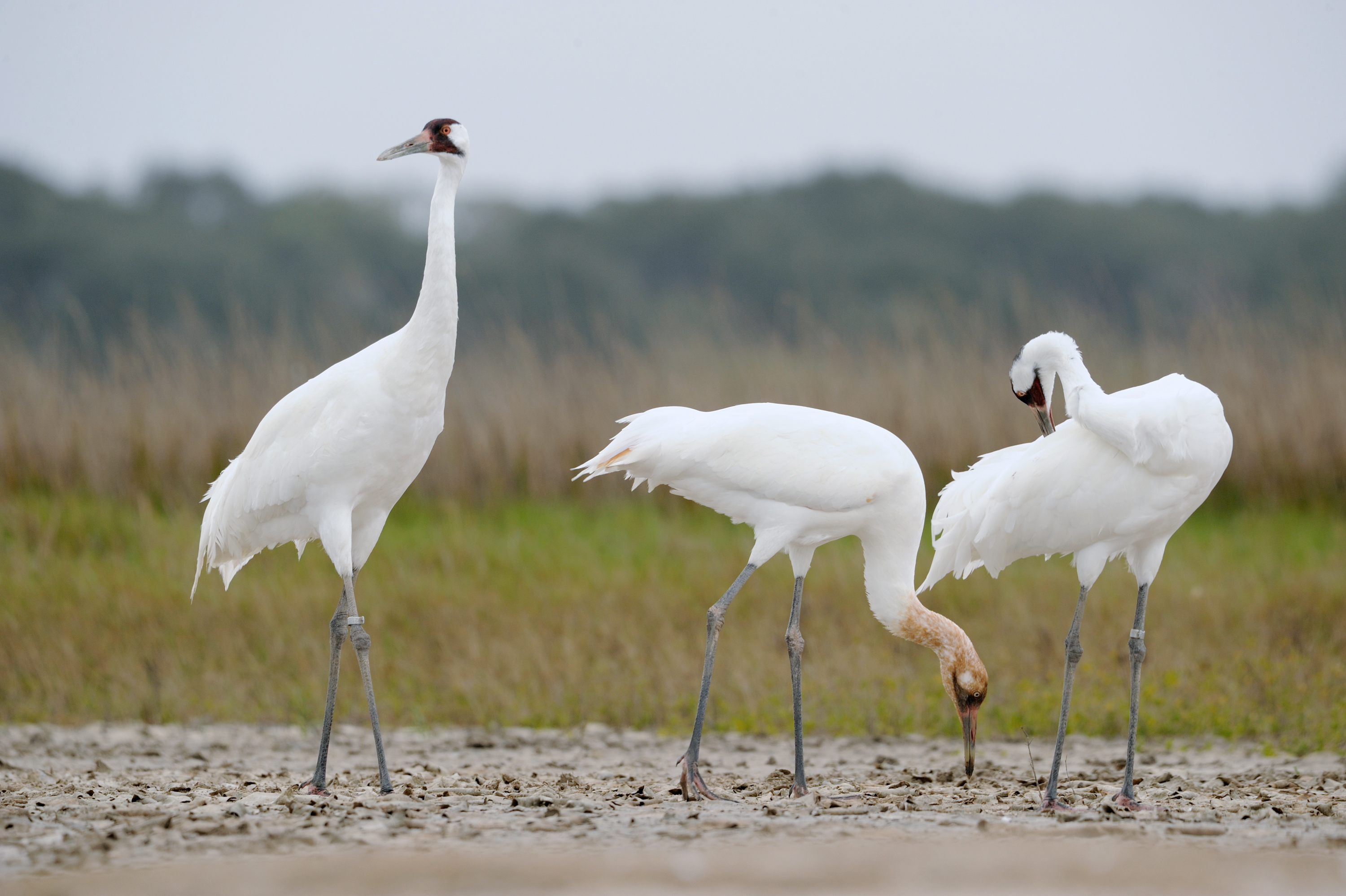
Grues américaines
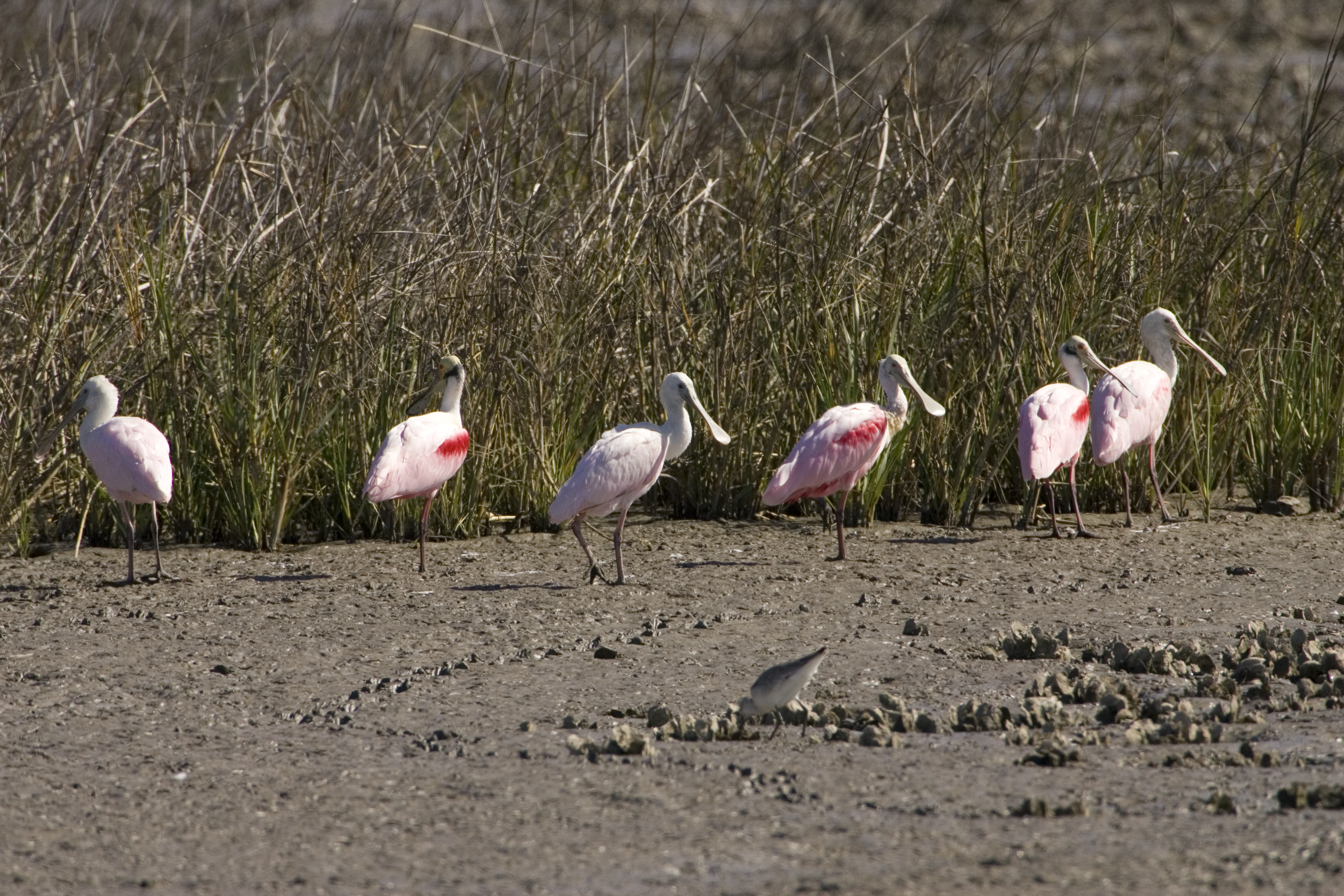
Spatules rosées
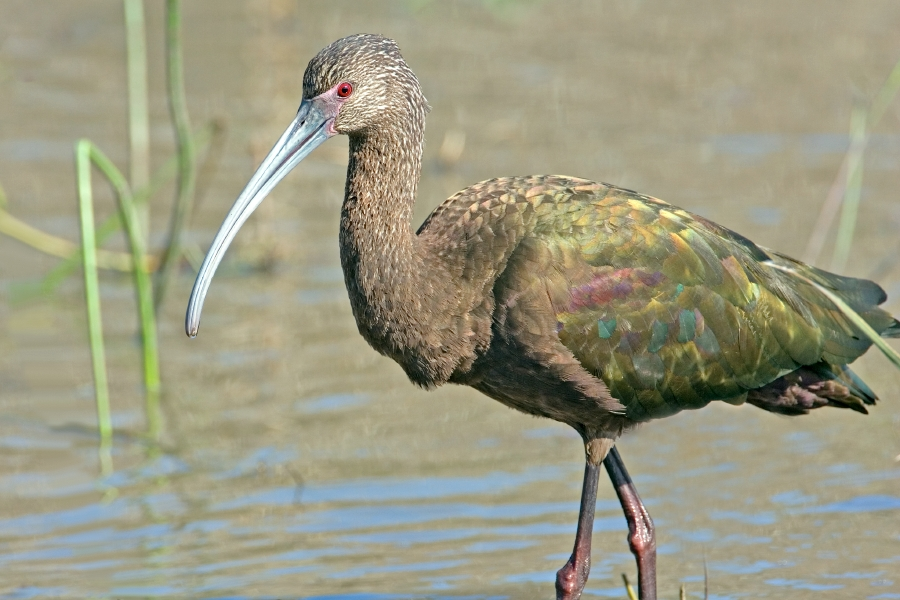
Ibis
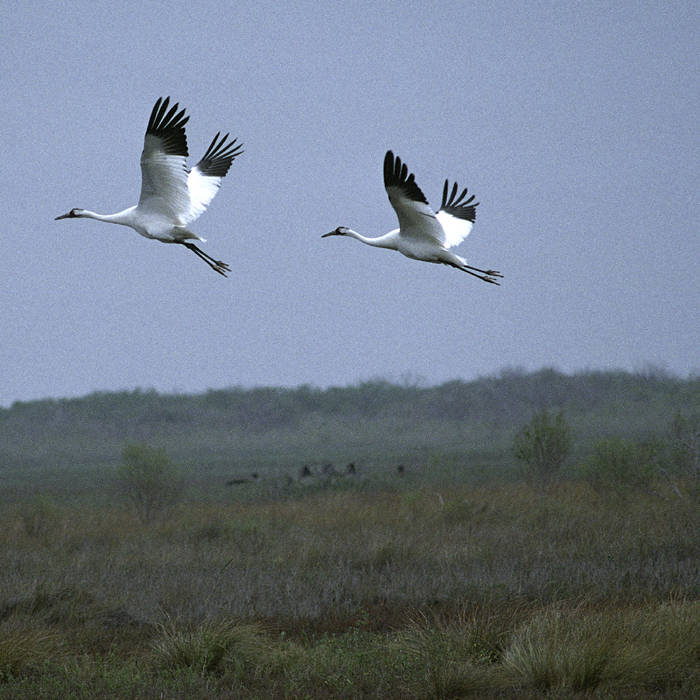
Grues